# کودکستان (فیلم)
کودکستان (اسپانیایی: Kindergarten‎) یک فیلم درام آرژانتینی به کارگردانی خورخه پولاکو است که در سال ۱۹۸۹ منتشر شد. این فیلم تا سال ۲۰۱۰ در آرژانتین توقیف بود و نخستین بار در جشنواره بین‌المللی فیلم مار دل پلاتا به نمایش پرآمد.